# Yeah! Break! Care! Break!
"Yeah! Break! Care! Break!" (jap. ヤ・ブレ・カ・ブレ Ya Bure Ka Bure) jest ósmym singlem śpiewanym przez Takayoshiego Tanimoto. Zagrał tę piosenkę wraz z gitarzystą i kompozytorem Takafumim Iwasakim w specjalnym duecie, pod nazwą Dragon Soul. Został wydany na CD 24 czerwca 2009 roku w normalnej i limitowanej edycji, zawierającej dodatkowo kartę z gry karcianej Dragon Ball Kai Dragon Battlers. Singel ten został wykorzystany jako ending do anime Dragon Ball Kai. Utwór znajdował się w rankingu Oricon przez 8 tygodni, był na pozycji 23.

## Lista utworów
1. "Yeah! Break! Care! Break!"
2. "Over the Star"
3. "Yeah! Break! Care! Break! (Original Karaoke)"
4. "Over the Star (Original Karaoke)"